# 夏の嵐 (1989年のテレビドラマ)
『夏の嵐』（なつのあらし）は、1989年（平成元年）に放送された東海テレビ・泉放送制作が制作した昼ドラ。7月3日から10月6日までの毎週月曜日 - 金曜日の午後1時30分から放送。全70話。なお、ヴィスコンティの同名の映画とは一切関係がない。
このドラマで共演した高木美保と渡辺裕之はゴールデンコンビと呼ばれた。
東海テレビ昼ドラはこの作品以降すべてステレオ放送になった。

## あらすじ
昭和初期から戦後まもなくの時代を舞台に、華族と平民の愛と激動を描いた作品。
城北大学剣道部主将・結城一馬の父は男爵・海軍中将の南部雅春の身代わりになって殉職した巡査である。一馬は父の仇として南部家と南部雅春に深い恨みを抱いて成長した。苦学の上で入学した城北大学では剣道部の親友にして後輩の氏家直弥と剣道の稽古に励んでいた。その氏家の婚約者として現れた南部男爵の娘・峰子と出会う。南部を憎む一馬と、海軍中将である父と南部男爵家とを誇りに思う峰子は激しく対立するが、ある日暴漢に襲われた峰子を一馬が救った事から、二人の距離は急接近。氏家が出征し不在の中、激しく惹かれ合いながらも、憎しみ合うこともやめられない二人。そして時代は第二次世界大戦へと向かっていく。
東京大空襲の夜、一馬が峰子を爆撃から守っていた頃、一馬の母が空襲で亡くなってしまう。絶望に暮れた一馬は、父に続き母までも南部のために失ったと峰子の愛を頑なに拒絶する。折しも氏家が東京に一時帰還、つかの間の休暇の間に仮祝言を望まれ、失意の峰子は氏家の妻として生きる決意を固める。しかし仮祝言の当日、氏家に急な召集がかかり仮祝言も挙げずに出征してしまう。工学部の学生として徴兵免除されていた一馬もまた、自ら志願して海軍に入隊する。
戦局はますます厳しくなり、沖縄戦線に赴いていた氏家が戦死する。一馬もまた海の特攻・震洋隊の一人として特攻に出ることになった。出撃の前日、峰子は喪服のまま、東京の自宅から震洋隊の基地のある高知へ急行する。その夜二人は恩讐を越えてついに結ばれる。翌朝、一馬の出撃を浜辺で見送った峰子は一馬の居ない前途に絶望し、高知の海に入水自殺を図る。ところが一馬の形見のマフラーが目印となり地元の漁師により救出されてしまう。はからずも助かってしまった峰子は亡き一馬の妻として生きていく決心をする。
そしてしばらくして一馬の戦死公報を手にして２ヶ月後、日本は終戦の日を迎える。大日本帝国の敗戦という現実を前に、死こそが全てという愛国主義に若い軍人は前途を悲観し自決の道を選んでいく。忠彦も８月15日の夜、ピストル自殺を図るが寸でのところで峰子に阻止される。父・雅春、妹・峰子へ遺書を書いていたが、その遺書の内容が知りたいという峰子に、忠彦は「秘すれば花、秘せざるは花ならず」と謎の言葉とともに遺書を灰にする。GHQによる戦後処理が始まり、東條英機をはじめとする軍人・政治家が次々と戦争犯罪人として国際軍事法廷に召喚されていく、いわゆる東京裁判が始まった。そんな時、南部家の門の前に白髪の老人が1人立っていた。雅春であった。束の間の平和な空気が南部家に訪れる。雅春が帰還した夜、南部家でささやかなディナーが催される。そんな中、前途を悲観し世を拗ねて生きていた忠彦が帰ってくる。忠彦は酔った挙句、軍人として死を選ばずに生き恥をさらしている父を恥じている、と雅春に暴言を吐く。雅春は忠彦に「出てゆけ」と怒鳴りつけ、忠彦は南部家を後にする。

## キャスト
- 南部峰子：高木美保[2]
男爵・南部雅春の養女。まゆの連れ子。実父は高校の国語教師で峰子誕生直後に心臓を患って死去。本人はその事を知らず、男爵家令嬢として誇り高く成長する。南部を憎む一馬と出会い、反発しながらもやがて愛し合うようになる。終戦後南部家の没落を目の当たりにし、再興を焦る余り、忠彦とともに悪事に手を染める。銀座のバー「バロン」のママを務め、忠彦の仕事を側面からサポートする。
- 結城一馬：渡辺裕之[2]
城北大学工学部の学生。剣道部主将。南部男爵襲撃事件の際、巡査の父が殉職。以来、母一人子一人。そのため南部家や華族など身分の高い階層の人間に激しい恨みを抱いて成長する。全日本中学剣道選手権準優勝の実績のある、剣道の名手。母のため、徴兵免除の工学部を選んだが、友人や後輩達の出征や戦死の報にふれ、自ら志願して海軍に入隊。峰子の兄・忠彦の部下になったことで、海の特攻・震洋海上特別攻撃隊へ送り込まれてしまう。
- 南部忠彦：長塚京三[2]
雅春の長男。海軍大尉。華族として、海軍軍人としての誇りを至上のものとしている。血の繋がらない妹の峰子を密かに愛していたが、父・雅春から「峰子を妹として生涯守ってやれ」という言葉を金科玉条として守って生きている。その為、一馬や黒岩など、峰子に想いを寄せる男達を激しい憎しみを抱く。戦後、軍が解体されると生きる望みを失い身を持ち崩す。
- 南部雅春：石濱朗
忠彦と峰子の父。男爵・海軍中将。一馬の父の事件は不可抗力としているが、その事で一馬の精神が捻れる事を深く危惧している。自分の愛刀である「波の平行」を一馬に渡して真意を伝えようとするが、一馬は聞く耳を持たない。潜水艦隊司令として太平洋戦争に従軍、終戦後は戦争責任を果たすべく敢えて生きて帰国。後に東京裁判の容疑者となり逮捕され一旦巣鴨刑務所に勾留されたが、部下たちの証言により罪は問われず釈放された。しかしその判決を不服とし、その夜自宅で割腹自殺をする。一馬に宛てた雅春の遺書がそれ以降の一馬の人生に多大な影響を与えることになる。
- 南部まゆ：赤座美代子
南部雅春の後妻。初婚の相手との間に生まれた峰子を伴って南部家に嫁ぐ。代々続いた商家の生まれで、涙もろく、精神的に弱い。義理の息子の忠彦は軍人の妻として力量不足を感じている。
- 氏家直弥：辰巳琢郎
峰子の婚約者で一馬の剣道部の後輩。峰子との仮祝言当日に軍からの帰還命令を受け、沖縄戦線に出征。沖縄戦線にて戦死。
- 自然（じねん）和尚：今福将雄
結城家の菩提寺の住職。広く深い慈愛の持ち主。一馬と峰子の良き理解者。
- 木村真理子：和久井映見
結城家の隣家の少女。一馬を「おにいちゃん」と呼んで慕う。母とは空襲で死別、父は戦争裁判で死刑に。天涯孤独の身の上となり、アメリカ兵相手の街娼（パンパン）まで身を落とす。
- 結城花土：野口ふみえ
一馬の母。南部家への恨みにとらわれている一馬をその都度たしなめている。東京大空襲の折、一馬の剣道の道具を取りに戻ったところに機銃掃射にやられ、死亡する。
- 結城善平：堀田真三
一馬の父。剣道日本一になったこともある。一馬に剣道を教えた。南部家護衛担当の日にたまたま起こった襲撃事件で殉職する。
- ぬい：町田博子
南部家の召使い。まゆ、忠彦、峰子のよき理解者でもある。
- 鏑木典子：吉川十和子
父は軍需産業で資産を築いた実業家。忠彦を秘かに愛している。現実主義者であり、華族制度の下では男爵令嬢の峰子を「おねえさま」と呼び、シンパのように峰子のそばに居たが、華族制度崩壊後は「峰子さま」と呼び態度を豹変させる。
- 黒岩猛：石丸謙二郎
元南部家の召使い。徴兵されて太平洋戦争に従軍するも、終戦後に生還。野望家で策謀家。忠彦をたきつけて事業を展開する。峰子に秘かに思いを寄せ、卑怯な手段で峰子を手に入れようとしたが、忠彦に直前に見破られ、忠彦からの密告を受けた警察に、闇取引の現場で射殺される。
- キャサリン洋子→結城真弓：芦川よしみ[2]
夫を特攻で失う。戦後アメリカ兵相手の街娼となる。その頃に知り合った一馬に想いを寄せるが、ひょんなことから知り合った峰子と一馬の相思相愛を目の当たりにして自分は身を引く。街娼から足を洗った後は一馬の友人として付き合うが、最終的には一馬と再婚する。幸せな結婚生活を送るが、一馬と忠彦との争いの最中、自宅に押し入った強盗に殺害される。
- 中原：大杉漣
黒岩の部下。田舎の母を思う親孝行の情を黒岩に利用され、金銭と引き換えに忠彦の身代わりで警察に出頭する。
- 川上警部：蔵一彦
晴海署の捜査科の警部。一馬の直属の上司で、一馬からは「おやじさん」と呼ばれている。刑事として正義感に燃える一馬を頼もしく思っているが、突っ走る性格を危惧もしている。一馬と三原捜査課長との対立の板挟みになっている。新聞記者が嫌い。
- 三原課長：中丸新将
川上警部、一馬の上司。ことあるごとに一馬と衝突する。川上警部よりは年下だが立場的には上司になる。部下を思うというよりは体面ばかりを気にしている。
- 山口：出光元
忠彦の部下で海南商事の営業部長。悪事の実働部隊隊長というところ。忠彦と峰子の思想に心酔しており、命を投げ出しても惜しくないと鉄の忠誠心を見せる。結城真由美殺害事件においては殺害をする腹はなかったと思われるが、実行犯の佃を使って一馬宅に強盗に入らせている。強盗・殺人教唆の容疑で一馬の手により逮捕される。拘置所で首をつって自殺する。
- 田沼支店長：伊藤正博
忠彦が社長を務める、海南商事への融資を行っている銀行の支店長。海南商事への裏の資金調達について一馬に探られ、動揺する。
- 進駐軍通訳：大林丈史
GHQが南部家を接取しに来た時の通訳。
- 下山政務次官：黒部進
元海軍軍人。海軍兵学校での忠彦の先輩。政務次官となってからは忠彦と裏のつながりを持ち、国有地の払い下げなどで忠彦に便宜を図る。既婚者ではあるが、峰子に執心している。

## スタッフ
- 原作:下飯坂菊馬[2]
- 企画:出原弘之(東海テレビ放送)
- 脚本:下飯坂菊馬[2]、髙山由紀子、福原真之、林誠人、鶴島光重
- 音楽:奥慶一[2]
- テーマ音楽演奏:G-クレフ
- 技術協力:バスク
- スタジオ:国際放映ビデオスタジオ（現：TMC-1）
- プロデューサー:福田真治、平野一夫
- 演出:福田真治、花堂純次、福田誠
- 制作:東海テレビ放送、泉放送制作

## テーマ曲
- 「“夏の嵐”のテーマ（THEME from THE SUMMER STORM）」
演奏：G-クレフ
  - レーベル：CBS/SONY RECORDS

## 再放送
2022年10月7日から、BS松竹東急で再放送されている。